# Comuna Jornîșce, Kiverți
Jornîșce (în ucraineană Жорнище) este o comună în raionul Kiverți, regiunea Volînia, Ucraina, formată din satele Cemerîn, Jornîșce (reședința) și Nosovîci.

## Demografie
Componența lingvistică a satului Jornîșce
     Ucraineană (99,59%)
     Alte limbi (0,41%)
Conform recensământului din 2001, majoritatea populației satului Jornîșce era vorbitoare de ucraineană (99,59%), existând în minoritate și vorbitori de alte limbi.